# Partido Comunista Sanmarinense
El Partido Comunista Sanmarinense (en italiano: Partito Comunista Sammarinese, abreviado PCS) fue un partido político comunista de San Marino. Fue fundado en 1941 y fue disuelto en 1990.

## Historia
Fundado en 1941, entre 1945 y 1957 el PCS gobernó el país junto al Partido Socialista Sanmarinense. En 1973 y 1986 se alió con el Partido Demócrata Cristiano Sanmarinense.
En 1990, tras la caída de los regímenes de Europa del Este, el partido renunció a la ideología comunista y se disolvió, dando vida al Partido Progresista Democrático Sanmarinense (PPDS). En 1992, un grupo secesionista salió del PPDS y fundó Refundación Comunista Sanmarinense (RCS).
Su organización juvenil era la Federación Juvenil Comunista San Marino, que formaba parte de la Federación Mundial de la Juventud Democrática.

## Resultados electorales
| Año   | Votos      | %     | Resultado | +/-         | Gobierno         |
| ----- | ---------- | ----- | --------- | ----------- | ---------------- |
| 1943a | 3.174 (#1) | 100   | 60/60     |             | Mayoría absoluta |
| 1945b | 2.214 (#1) | 65,97 | 20/60     | 40          | Coalición        |
| 1949b | 2.753 (#1) | 57,69 | 35/60     | 15          | Mayoría absoluta |
| 1951  | 1.305 (#2) | 29,29 | 18/60     | 17          | Coalición        |
| 1955  | 1.656 (#2) | 31,57 | 19/60     | 1           | Coalición        |
| 1959  | 1.653 (#2) | 25,99 | 16/60     | 3           | Oposición        |
| 1964  | 3.058 (#2) | 24,11 | 14/60     | 2           | Oposición        |
| 1969  | 2.952 (#2) | 22,77 | 14/60     | Sin cambios | Oposición        |
| 1974  | 3.246 (#2) | 23,60 | 15/60     | 1           | Oposición        |
| 1978  | 3.791 (#2) | 25,14 | 16/60     | 1           | Coalición        |
| 1983  | 4.096 (#2) | 24,40 | 15/60     | 1           | Coalición        |
| 1988  | 5.852 (#2) | 28,70 | 18/60     | 3           | Coalición        |

a Dentro de la Lista Única.
b Dentro del Comité de la Libertad.